# Le Grand Échiquier (émission de télévision)
Pour les articles homonymes, voir Le Grand Échiquier.
Le Grand Échiquier est une émission de télévision de variétés française créée et présentée par Jacques Chancel. Elle est diffusée à 20 h 30 sur la première chaîne de l'ORTF du 12 janvier 1972 au 12 juillet 1972, puis la deuxième chaîne couleur de l'ORTF de septembre 1972 à décembre 1974, enfin sur Antenne 2 de janvier 1975 au 21 décembre 1989.
L'émission fait son  retour sur France 2 le 20 décembre 2018 et est animée par Anne-Sophie Lapix.

## Histoire
Le Grand Échiquier a succédé à Grand Amphi créé le 17 avril 1971 par Jacques Chancel et arrêté le 2 janvier 1972. Le premier numéro du Grand Échiquier fut diffusé le 12 janvier 1972 à 20 h 30 sur la première chaîne de l'ORTF depuis le studio 12 des Buttes-Chaumont et eut comme invité Yves Montand, vedette cette année-là de quatre films dont César et Rosalie de Claude Sautet et État de siège de Costa-Gavras.
L’émission, qui à l’origine ne devait pas dépasser les treize numéros, dura finalement dix-huit ans, pour un final en apothéose le jeudi 21 décembre 1989, avec pour invité le baryton basse Ruggero Raimondi.

## Principe de l'émission
Le Grand Échiquier mêle culture et divertissements. Le programme, qui met en avant les arts de la scène, la politique ou les sciences se compose d'un orchestre, de récitals, de variétés, de débats et d'humour.

## Le Grand Échiquier, présenté par Jacques Chancel (1972-1989)
L'émission se déroulait en direct et en public depuis le studio 12, puis le studio 15 des Buttes-Chaumont et occupait toute la soirée sur une durée d'environ trois heures, l'émission consacrée à la Comédie-Française ayant duré cinq heures trente. Elle était organisée autour d'un invité prestigieux et alternait performances de l'invité principal, entretiens avec ce même invité menés par Jacques Chancel, apparitions d'artistes proches, petits reportages en extérieur, discussions informelles, voire intimes, et proposait des duplex avec New York ou Barcelone. Le Grand Échiquier souhaitait s'ouvrir aux autres et faire sortir la « grande musique » du cercle des mélomanes et des initiés. 
Les invités étaient généralement des artistes confirmés, capables de servir de fil rouge à une émission de trois heures, comme Georges Brassens, Léo Ferré, Angelo Branduardi, Herbert Pagani, Arthur Rubinstein, Lorin Maazel, Lino Ventura, Jean Cocteau, Maurice André, Alain Delon, Herbert von Karajan, Pia Colombo (quelques mois avant sa mort), Tino Rossi, Luciano Pavarotti, Ray Charles, Isabelle Adjani, Charles Trenet, Alain Prost, François Truffaut ou Bernard Hinault. L'auto-promotion en était absente mais l'émission était ouverte aussi bien aux vedettes qu'aux jeunes talents, musiciens, chanteurs, peintres, écrivains, philosophes, historiens et scientifiques.
Les décors étaient toujours recherchés (Herbert Pagani avait peint lui-même les gigantesques toiles du décor de son émission) et les sujets abordés étaient sans tabou. 
Fin 1988, Jacques Chancel pense à arrêter l'émission mais la direction d'Antenne 2 lui conseille de continuer. Le dernier numéro a finalement lieu le 21 décembre 1989.
Le générique de l'émission est composé de pièces du jeu d'échecs qui défilent, sur une musique extraite de Carmina Burana,.

## L'Échiquier de la nuit(1996)
Le 28 décembre 1996, France 3 a programmé L’Échiquier de la nuit, en deuxième partie de soirée. En cas de succès, il était prévu que l’émission revienne au rythme trimestriel. Au sommaire, suivant le modèle de l'émission originale, Jacques Chancel retrouvait notamment Juliette Gréco, Jérôme Savary, Ruggero Raimondi, Michel Legrand ou bien encore l’Orchestre national de France. Ce test n’a pas eu droit à une suite.

## Le Grand Échiquier, l'émission hommage(2015)
À la suite du décès de Jacques Chancel (le 23 décembre 2014 à 86 ans), France 2 décide de refaire l'émission culte le temps d'une soirée, en hommage au présentateur.
L'émission est diffusée le vendredi 23 janvier 2015 à 22 h 45. Ce numéro exceptionnel est présenté par Frédéric Taddeï.
Les artistes présents sont Natalie Dessay, Julien Clerc, Juliette Gréco, Christophe Dechavanne, Oxmo Puccino, Alain Souchon, Laurent Voulzy, Francis Huster, Bernard Pivot, Irma, Barbara Hendricks, André Manoukian, Nicolas Bedos et Renaud Capuçon. L'émission réunit 1 143 000 de personnes, soit 13,4 % de part d'audiences.
France 2 réfléchissait au retour de l'émission pour fêter ses 40 ans depuis plusieurs mois. Le décès de son animateur culte a précipité les choses.

## Le Grand Échiquier, présenté par Anne-Sophie Lapix (2018)

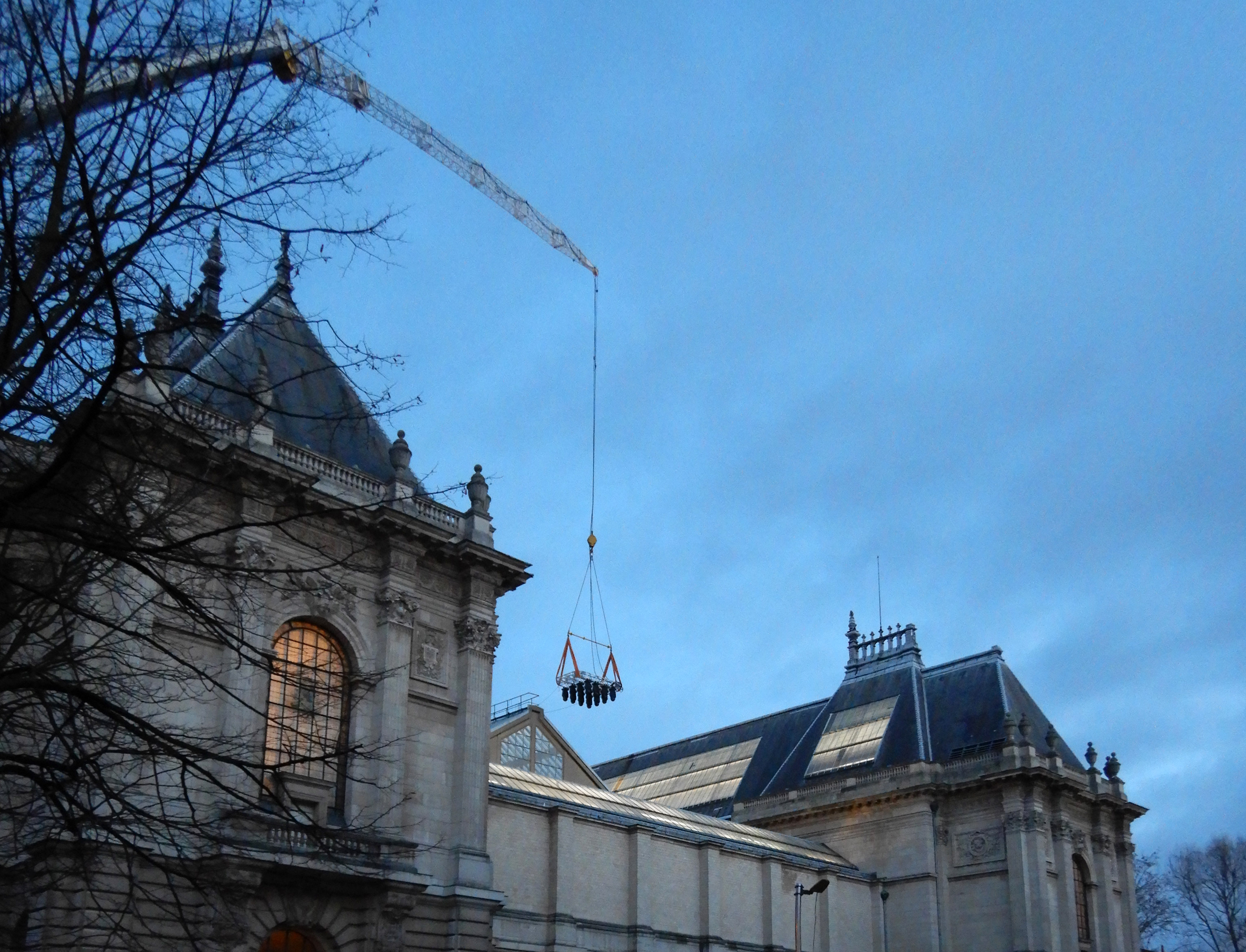
Préparatif du tournage de la première de la nouvelle version du Grand Échiquier, au Palais des Beaux arts de Lille

À la rentrée 2018, la direction de France 2 annonce qu'Anne-Sophie Lapix est choisie pour animer d'autres épisodes de l'émission Le Grand Échiquier, alors que  Stéphane Bern ou encore Laurent Delahousse se sont portés candidats pour présenter le programme. 
Ce premier numéro a eu lieu le 20 décembre 2018 de 21 h à 23 h 50 au palais des beaux-arts de Lille, avec pour invité le ténor Roberto Alagna, la soprano Aleksandra Kurzak, l'acteur Daniel Auteuil et l'ancienne danseuse étoile Aurélie Dupont. Ce nouveau numéro réunit 2,02 millions de téléspectateurs, soit 10,5 % du public.

## Le Grand Échiquier, présenté par Anne-Élisabeth Lemoine (2021)
Après avoir effectué un premier remplacement pour cause de covid le 2 février 2021, Anne-Élisabeth Lemoine devient l'animatrice officielle de l'émission, succédant ainsi à Anne-Sophie Lapix qui désire se consacrer à la couverture médiatique de la future élection présidentielle de 2022. (deuxième émission en avril 2021).
En raison d'audiences de plus en plus faibles depuis quelques années, plusieurs médias relatent que l'émission s’arrêterait en septembre. Finalement, la direction de France Télévisions annonce que Le Grand Échiquier reviendra en septembre sous une autre formule. C'est désormais Claire Chazal qui animera l'émission, succédant à Anne-Élisabeth Lemoine qui souhaite se consacrer à son émission quotidienne C à vous.

## Le Grand Échiquier, présenté par Claire Chazal (2021)
En décembre 2021, Claire Chazal reprend la présentation de l'émission, désormais diffusée sur France 3.. 4 émissions au total jusqu'en juin 2023 (en plus : janvier 2022 et avril 2022). Nouvelle émission en mars 2024. L'émission est désormais enregistrée à l'opéra royal du Château de Versailles. 18e émission en mars 2025 et 19e en mai (spéciale AZNAVOUR sur France 2).